# Emiel Jan Seghers
Emilius Joannes Gerardus Josephus Maria (Emiel Jan) Seghers (Gent, 3 september 1855 – aldaar, 17 mei 1927) was een Belgisch bisschop. Hij was de 25ste bisschop van het bisdom Gent (1917-1927).

## Loopbaan
Emiel Jan Seghers was de zoon van advocaat Fidele Auguste Seghers en Marie Elisabeth Keller.
Op 21 september 1878 werd hij priester gewijd.
Op 26 juli 1879 wordt hij onderpastoor van de Sint-Vincentius-a-Paulokerk te Maldegem-Kleit.
Op 21 september 1880 werd hij licentiaat in de theologie te Leuven en diezelfde dag werd hij onderpastoor van de Sint-Martinuskerk (Gent) te Gent (Ekkergem).
Op 9 december 1880 werd hij professor benoemd aan het grootseminarie van Gent en op 26 juli 1888 pastoor van de Sint-Jan Baptistkerk (Gent) te Gent (Brugse Poort), waar in het hoofdportaal van de kerk een gedenkplaat hangt, en in augustus 1889 deken van Gent-centrum.

## Bisschop
Op 22 maart 1917 werd Emile Jan Seghers benoemd tot bisschop van Gent en op 1 mei 1917 werd hij (op 61-jarige leeftijd) gewijd door Gustavus Josephus Waffelaert, bisschop van Brugge. Hij koos als wapenspreuk In cruce salus (In het kruis ligt heil).
Op het einde van zijn leven kon hij nog de verhuis meemaken van de seminaristen van het bisschoppelijk seminarie van het oude gebouw in de Biezekapelstraat naar het gebouw aan de Reep, dat tijdens WO I een kazerne van de Duitse bezettingstroepen en na WO I van het Belgisch leger was geweest. 

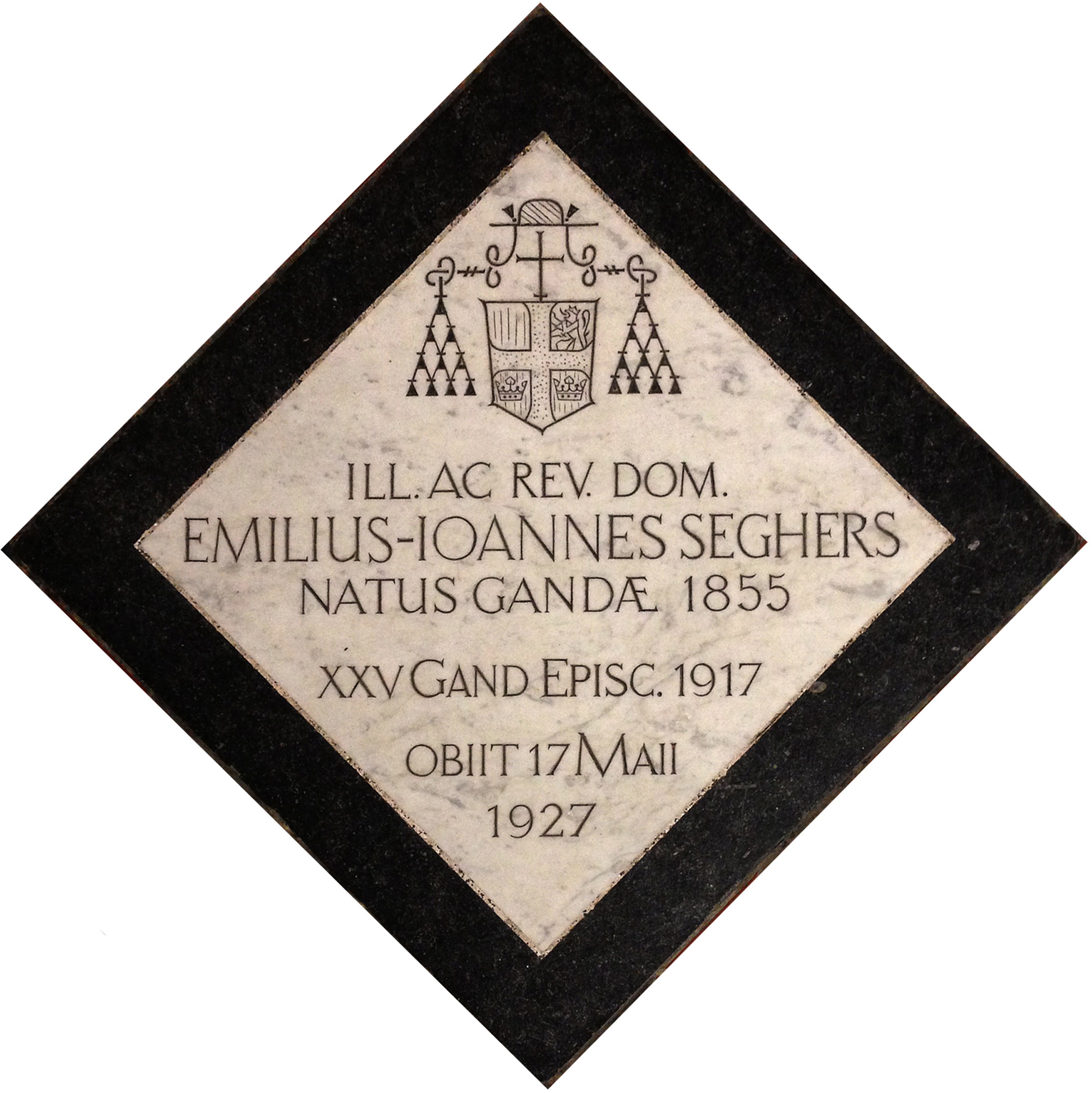
Grafplaat bisschop Emilius-Joannes Seghers

 Kort voor zijn dood werd op 28 januari 1927 Honoré Jozef Coppieters tot zijn coadjutor benoemd.
Hij was 71 jaar toen hij op 17 mei 1927 overleed. Hij werd bijgezet in de bisschoppengalerij op het kerkhof van Mariakerke en pas op 24 maart 1959 werd hij samen met vier andere bisschoppen (na zeven jaar onderhandelen van hulpbisschop Leo De Kesel) overgebracht naar de crypte van de Sint-Baafskathedraal.